# Theologische Fakultät

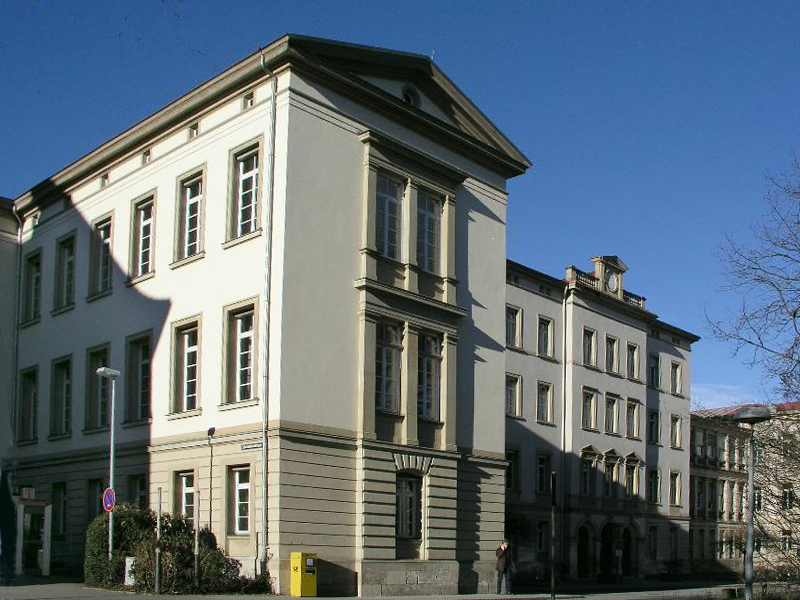
Das Theologicum, Sitz der Evangelisch- und der Katholisch-Theologischen Fakultät der Eberhard Karls Universität Tübingen

Eine Theologische Fakultät (auch: Fachbereich Theologie) ist eine universitäre Einrichtung, die für die Forschung und Lehre auf dem Gebiet der Theologie sowie die akademische Ausbildung von Priestern, Pfarrern und Religionslehrern zuständig ist. 
Derzeit gibt es etwa 50 theologische Fakultäten an staatlichen Hochschulen des deutschen Sprachraums.
In Deutschland gibt es nach Angabe des Katholisch-Theologischen Fakultätentags insgesamt 18 Theologische Fakultäten beziehungsweise Fachbereiche an staatlichen Universitäten oder in kirchlicher Trägerschaft. Zusätzliche gibt es 33 Institute für Katholische Theologie zur Ausbildung von Religionslehrern an staatlichen Hochschulen.
Evangelischerseits gibt es in Deutschland 15 Theologische Fakultäten (Berlin, Bochum, Bonn, Göttingen, Greifswald, Halle-Wittenberg, Heidelberg, Jena, Kiel, Leipzig, Mainz, München, Münster, Rostock und Tübingen). Zudem sind vier ehemalige Fakultäten (Erlangen-Nürnberg, Frankfurt am Main, Hamburg und Marburg), die infolge von Universitätsreformen nun den Status eines Fachbereichs haben, weiterhin Mitglieder des Evangelisch-Theologischen Fakultätentages.

## Verbreitung und Zuständigkeit
Ihr Aufbau entspricht dem anderer Fakultäten; ihre Leitung liegt ebenfalls in den Händen eines Dekans. Es gibt in Deutschland je etwa 30 evangelische und römisch-katholische Fakultäten, dazu noch einige in der Schweiz und Österreich. Mehrere Universitäten haben sowohl eine katholische als auch eine evangelische theologische Fakultät – Bochum, Bonn, Mainz, München, Münster, Tübingen, Wien und Wuppertal – die mehrheitlich eine enge Kooperation pflegen.
Eine Theologische Fakultät ist zuständig für die Forschung und Lehre auf dem Gebiet der zur Theologie gehörenden Disziplinen. Dazu zählen, neben dem Unterricht in den biblischen Sprachen Hebräisch und Griechisch sowie Latein, mindestens die folgenden fünf klassischen Fächer:
- Altes Testament einschließlich Geschichte Israels und altorientalischer Religionsgeschichte
- Neues Testament
- Historische Theologie: Kirchengeschichte und Liturgiewissenschaft,
- Systematische Theologie: Fundamentaltheologie (nur katholisch), Dogmatik und Theologische Ethik, sowie Spezialgebiete wie Ökumenische Theologie,
- Praktische Theologie mit Unterfächern wie zum Beispiel Pastoraltheologie, Homiletik (Predigtlehre), Religionspädagogik,  Kirchenrecht, Diakoniewissenschaften.
- An einigen Fakultäten gibt es auch Lehrstühle für feministische Theologie (zum Beispiel Neuendettelsau, Münster).

Daneben werden häufig auch andere Fächer angeboten: Philosophie, Pädagogik und Psychologie, meist in Kooperation mit anderen Fachbereichen.
Die Absolventen eines Theologiestudiums bereiten sich in der Regel auf eine berufliche Tätigkeit im kirchlichen Dienst vor (Pfarrer, Pastoralassistent, Leitung von Projekten, Caritas, Diakonie usw.); manche sind bei Medien oder gesellschaftlich engagierten Institutionen tätig oder schlagen die akademische Laufbahn ein. Wegen des Religionsunterrichts gibt es auch im staatlichen Schuldienst einen Bedarf an Theologen. Die Absolventen müssen grundsätzlich der jeweiligen Konfession angehören.
Außer den universitären Theologischen Fakultäten existieren auch Theologische Hochschulen, die oft mit Universitäten verbunden sind oder Hochschulen mit eigenem Promotions- und Habilitationsrecht sind. Beispiele hierfür sind die Kirchliche Hochschule Wuppertal, die Augustana-Hochschule Neuendettelsau und die Theologische Fakultät Trier.

## Verfassungsrechtliche Lage in Deutschland
Die theologischen Fakultäten an staatlichen Hochschulen werden im Grundgesetz  nicht ausdrücklich genannt, weil die Kulturhoheit den Ländern zusteht. Garantien, die dem Art. 149 Abs. 3 der Weimarer Reichsverfassung („Die theologischen Fakultäten an den Hochschulen bleiben erhalten.“) entsprechen, sind aber in vielen Landesverfassungen enthalten. Auch das – fortgeltende – Reichskonkordat (Art. 19) und viele Staatskirchenverträge der Länder enthalten eine entsprechende Vereinbarung. Das Bundesverfassungsgericht hat jüngst die Verfassungsmäßigkeit der theologischen Fakultäten bestätigt.

### Gemeinsame Angelegenheit
Staatskirchenrechtlich sind die theologischen Fakultäten von besonderem Interesse. Einerseits sind sie seit alters her wesentlicher Bestandteil staatlicher Universitäten und stellen eine Form der staatlichen Kulturpflege dar, die nicht deshalb unzulässig ist, weil sie einer Religionsgemeinschaft zugutekommt. Vor allem aber ist der Staat von Verfassungs wegen verpflichtet, an seinen Schulen Religionsunterricht zu erteilen. Folglich muss er auch für die Ausbildung geeigneter Lehrkräfte sorgen. Andererseits beurteilt die Theologie aber – anders als die Religionswissenschaft – nicht nur religiöse Erscheinungen quasi „von außen“, sondern identifiziert sich mit den gelehrten Glaubensvorstellungen. Die Zugehörigkeit zu der jeweiligen Religionsgemeinschaft ist Eignungsvoraussetzung für die Hochschullehrer (konfessionell gebundenes Staatsamt). Insoweit ist es dem Staat wegen der Trennung von Staat und Kirche verboten, selbst die Lehrinhalte verbindlich festzulegen. Wegen dieser weltanschaulichen Neutralität des Staates ist er auf die Zusammenarbeit mit einer Religionsgemeinschaft angewiesen. Verfassungswidrig war es beispielsweise, dass die Universität Frankfurt gegen den Willen der römisch-katholischen Kirche eine Katholisch-Theologische Fakultät errichten wollte: es ist dem Staat verboten, sich mit einzelnen religiösen Lehren zu identifizieren oder sie gar „auf eigene Faust“ zu verbreiten.
Daraus wird deutlich, dass die theologischen Fakultäten weder nur staatliche Angelegenheiten noch nur „eigene Angelegenheiten“ im Sinne des kirchlichen Selbstbestimmungsrechts sind. Es handelt sich vielmehr um ein Beispiel der „gemeinsamen Angelegenheiten“ (res mixtae) von Staat und jeweiliger Religionsgemeinschaft, wie sie das Grundgesetz auch für den Religionsunterricht, die Anstaltsseelsorge und die staatliche Einziehung der Kirchensteuer zulässt. Die Einzelheiten sind oft durch Staatskirchenverträge ausgestaltet. Für die Lehrinhalte und die Prüfungen sind demnach die jeweiligen Religionsgemeinschaften zuständig, für das wissenschaftliche Personal, die Räumlichkeiten, die Organisation usw. die staatlichen Hochschulen.

### Berufung der Hochschullehrer
Die katholischen Konkordate sehen für die Berufung der Hochschullehrer die Erteilung des Nihil obstat der kirchlich zuständigen Stellen vor. Die älteren evangelischen Kirchenverträge sprechen, historisch bedingt, nur von einem Recht auf gutachterliche Äußerung. Angesichts der weltanschaulichen Neutralität des Staates ist aber auch dieses Gutachten verbindlich, dem Staat ist es nämlich ebenso verwehrt, in eigener inhaltlicher Verantwortung evangelische Theologie zu unterrichten.

### Nachträgliche Beanstandung
Die katholischen Konkordate mit den Reichs- oder Bundesländern sahen immer auch ein nachträgliches Beanstandungsrecht der Kirche vor, wenn Lehre oder Lebenswandel eines Hochschullehrers in schwerwiegendem Umfang nicht mehr katholischen Grundsätzen entsprechen.
Im Fall der nachträglichen Beanstandung stehen sich die verfassungsrechtlichen Positionen des Hochschullehrers und der beanstandenden Kirche entgegen. Ersterer handelt in Ausübung seines Grundrechts auf Wissenschaftsfreiheit. Auf der anderen Seite steht das kirchliche Selbstbestimmungsrecht und die religiös-weltanschauliche Neutralität des Staates, welche die inhaltliche Ausrichtung der Lehre in die Verantwortung der Kirche stellen. Ausbildung und Lehre an der theologischen Fakultät müssen somit den Grundsätzen der Kirche entsprechen. Diese Kollision unterschiedlicher Verfassungsgüter muss im Wege der praktischen Konkordanz gelöst werden. Deren Ergebnis ist die Beibehaltung der beamtenrechtlichen und akademischen Rechte des Hochschullehrers – d. h., er bleibt Professor und Hochschullehrer in bisherigem Umfang – und die Sicherstellung der Konfessionalität der Fakultät durch Verlagerung des Beanstandeten aus der theologischen Fakultät und Lehre. Berühmte Fälle der Beanstandung betrafen die Tätigkeit der katholischen Theologen Horst Herrmann (1975), Hans Küng (1980) und Uta Ranke-Heinemann (1987).
Die evangelischen Kirchenverträge legen nur eine Beteiligung der Kirche bei der Berufung der Hochschullehrer fest. Ein nachträgliches Beanstandungsrecht ist dem Vertragstext für die evangelisch-theologischen Hochschullehrer nicht ausdrücklich zu entnehmen (vgl. etwa § 11 Preußischer Kirchenvertrag vom 11. Mai 1931, aber auch Art. 3 Wittenberger Vertrag vom 15. September 1993). Gleichwohl wird ein der katholischen Regelung vergleichbares Beanstandungsrecht als Ausfluss des kirchlichen Selbstbestimmungsrechts auch für die evangelischen Kirchen angenommen.
Die nachträgliche Beanstandung erfolgt, wie etwa im Fall des evangelischen Theologen Gerd Lüdemann, in analoger Anwendung des katholischen Beanstandungsrechts. Lüdemann behielt z. B. seinen Lehrstuhl bei gleicher Besoldung, dieser wurde aber in „Geschichte und Literatur des frühen Christentums“ umgewidmet und aus dem Studiengang Evangelische Theologie (Pfarramt und Lehramt) herausgenommen.

## Kritik
Vor allem von weltlich-humanistischen Organisationen und Verfechtern eines strikten Laizismus wird die Existenz theologischer Fakultäten als Anachronismus angesehen. Es wird kritisiert, dass der Staat Aufgaben finanziere, die eigentlich den Kirchen selbst oblägen; außerdem wird behauptet, dass die Theologie selbst aufgrund ihrer Bekenntnisgebundenheit – im Gegensatz beispielsweise zur Religionswissenschaft – keine Wissenschaft sei und daher nicht an eine Universität gehöre.
Die universitäre Theologie selbst versteht sich hingegen als wissenschaftliche Auseinandersetzung mit den Quellen des Glaubens und der Ethik, bzw. als Praktische Theologie im Grenzbereich zu den Geistes- und Sozialwissenschaften.